# Carl Johan Rasmussen
Carl Johan Rasmussen (21. januar 1946 — 21. december 2018) var en dansk politiker og regionsrådsmedlem i Region Midtjylland siden 2009 valgt for Socialdemokraterne. Han var i perioden 1990 til 1994 borgmester for Hadsten Kommune.

## Fodnoter
1. ↑  Carl Johan Rasmussen (A) Arkiveret 24. marts 2013 hos  Wayback Machine Politkerside, Region Midtjylland
2. ↑  En dag med gamle minder - Favrskov Avisen

|  | Artiklen om Carl Johan Rasmussen kan blive bedre, hvis der indsættes et (bedre) billede Du kan hjælpe ved at afsøge Wikimedia Commons for et passende billede eller uploade et godt billede til Wikimedia Commons iht. de tilladte licenser og indsætte det i artiklen. |